# 三宅長眼寄居蟹
三宅長眼寄居蟹（学名：Paguristes miyakei）为活額寄居蟹科長眼寄居蟹屬下的一个种。